# 경주교

경주교

경주교(慶州橋)는 대한민국의 경상북도 경주시 성동동과 황성동, 동천동을 연결하는 북천의 다리이다. 국도 제7호선과 아시안 하이웨이 6호선(원화로)의 일부 구간이기도 하다. 원래는 북천교(北川橋)라는 명칭으로 불린다. 주변에는 경주세무서, 신라중학교, 서라벌여자중학교, 경주청소년수련관 등이 있다.

## 역사
원래 2차로에 불과하였으나, 관광객 증가와 출퇴근 교통 수요의 증가에 따라 1970년대에 4차로로 확장되었다. 교통량이 더욱 증가하자 1988년을 기점으로 6차로로 다시 확장되었다.

## 같이 보기
- 황성대교
- 북천철교
- 알천교
- 구황교
- 보문교